# Altscheid
Altscheid là một xã ở huyện Bitburg-Prüm, trong bang Rheinland-Pfalz, phía tây nước Đức. Xã Altscheid có diện tích 5,89 km², dân số thời điểm ngày 30 tháng 6 năm 2006 là 97 người.